# Mistrzostwa Polski w Pływaniu 2018
Mistrzostwa Polski w Pływaniu 2018 (oficjalnie Główne Mistrzostwa Polski Seniorów i Młodzieżowców w Pływaniu 2018) – zawody pływackie, które odbyły się w dniach 24–27 maja 2018 na pływalni 50-metrowej w Zatoce Sportu w Łodzi. Podczas zawodów wyłoniona została kadra na mistrzostwa Europy w Glasgow, mistrzostwa Europy juniorów w Helsinkach oraz igrzyska olimpijskie młodzieży w Buenos Aires. 

## Minima kwalifikacyjne
| Konkurencja               | Kobiety  | Kobiety        | Mężczyźni | Mężczyźni     |
| Konkurencja               | open     | 2000 i młodsze | open      | 1999 i młodsi |
| 50 m stylem dowolnym      | 25,10    | 25,35          | 22,17     | 22,39         |
| 100 m stylem dowolnym     | 54,70    | 55,25          | 48,87     | 49,36         |
| 200 m stylem dowolnym     | 1:59,13  | 2:00,32        | 1:47,62   | 1:48,70       |
| 400 m stylem dowolnym     | 4:13,85  | 4:16,39        | 3:48,64   | 3:50,93       |
| 800 m stylem dowolnym     | 8:35,76  | 8:40,92        | 7:56,50   | 8:01,27       |
| 1500 m stylem dowolnym    | 16:26,08 | 16:35,94       | 15:05,50  | 15:14,56      |
| 50 m stylem grzbietowym   | 28,15    | 28,43          | 25,02     | 25,27         |
| 100 m stylem grzbietowym  | 1:00,81  | 1:01,42        | 54,52     | 55,07         |
| 200 m stylem grzbietowym  | 2:11,71  | 2:13,03        | 1:59,05   | 2:00,24       |
| 50 m stylem klasycznym    | 30,98    | 31,29          | 27,53     | 27,81         |
| 100 m stylem klasycznym   | 1:07,99  | 1:08,67        | 1:00,86   | 1:01,47       |
| 200 m stylem klasycznym   | 2:28,68  | 2:30,17        | 2:12,19   | 2:13,51       |
| 50 m stylem motylkowym    | 26,05    | 26,31          | 23,69     | 23,93         |
| 100 m stylem motylkowym   | 58,86    | 59,45          | 52,43     | 52,95         |
| 200 m stylem motylkowym   | 2:10,11  | 2:11,41        | 1:57,02   | 1:58,19       |
| 200 m stylem zmiennym     | 2:13,56  | 2:14,90        | 2:00,86   | 2:02,07       |
| 400 m stylem zmiennym     | 4:47,30  | 4:50,17        | 4:18,88   | 4:21,47       |
| 4 × 100 m stylem dowolnym | 3:44,35  | 3:44,35        | 3:17,08   | 3:17,08       |
| 4 × 200 m stylem dowolnym | 8:06,67  | 8:06,67        | 7:11,03   | 7:11,03       |
| 4 × 100 m stylem zmiennym | 4:05,06  | 4:05,06        | 3:37,39   | 3:37,39       |

| Konkurencja               | Kobiety (ur. 2001-2004) | Mężczyźni (ur. 2000-2003) |
| 50 m stylem dowolnym      | 26,17                   | 23,14                     |
| 100 m stylem dowolnym     | 56,70                   | 50,42                     |
| 200 m stylem dowolnym     | 2:02,81                 | 1:50,88                   |
| 400 m stylem dowolnym     | 4:18,95                 | 3:55,99                   |
| 800 m stylem dowolnym     | 9:00,54                 | 8:08,85                   |
| 1500 m stylem dowolnym    | 16:58,94                | 15:45,13                  |
| 50 m stylem grzbietowym   | 29,10                   | 26,12                     |
| 100 m stylem grzbietowym  | 1:03,02                 | 56,69                     |
| 200 m stylem grzbietowym  | 2:15,00                 | 2:03,59                   |
| 50 m stylem klasycznym    | 32,16                   | 28,78                     |
| 100 m stylem klasycznym   | 1:10,71                 | 1:03,49                   |
| 200 m stylem klasycznym   | 2:32,34                 | 2:18,38                   |
| 50 m stylem motylkowym    | 27,29                   | 24,15                     |
| 100 m stylem motylkowym   | 1:01,06                 | 54,51                     |
| 200 m stylem motylkowym   | 2:16,03                 | 2:02,17                   |
| 200 m stylem zmiennym     | 2:18,88                 | 2:05,11                   |
| 400 m stylem zmiennym     | 4:56,32                 | 4:28,17                   |
| 4 × 100 m stylem dowolnym | 3:49,21                 | 3:24,47                   |
| 4 × 200 m stylem dowolnym | 8:20,00                 | 7:29,13                   |
| 4 × 100 m stylem zmiennym | 4:14,19                 | 3:46,07                   |

### Zasady kwalifikacji na mistrzostwa Europy seniorów
Kwalifikację na mistrzostwa uzyskują zawodnicy, którzy wypełnili w finale A minimum wyznaczone dla kategorii open lub minimum juniorskie (w przypadku kobiet urodzonych w 2000 r. lub później i mężczyzn urodzonych w 1999 r. lub później). Kwalifikację można uzyskać również po wypełnieniu minimum w eliminacjach lub finale B pod warunkiem, że w finale A nie dokonał tego żaden z zawodników. W konkurencjach indywidualnych na mistrzostwa może zakwalifikować się maksymalnie czterech pływaków. Aby sztafeta mogła wystartować na mistrzostwach Europy suma czasów uzyskanych przez pierwszych czterech zawodników w konkurencjach indywidualnych musi być równa lub mniejsza od minimum ustalonego przez Polski Związek Pływacki. Do sztafet w stylu dowolnym kwalifikuje się pięciu pływaków, a w przypadku sztafet zmiennych jest ich przynajmniej czterech.

## Medaliści
Na zielono zaznaczono wyniki gwarantujące start na mistrzostwach Europy seniorów w Glasgow w konkurencjach indywidualnych.

### Mężczyźni
| Konkurencja                    | Złoto | Złoto    | Srebro | Srebro   | Brąz | Brąz     |
| Konkurencja                    | Zawodnik | Czas     | Zawodnik | Czas     | Zawodnik | Czas     |
| Styl dowolny                   | |          | |          | |          |
| 50 metrów                      | Paweł Juraszek Dziewiątka Dzierżoniów                                                                                                   | 21,73    | Konrad Czerniak AZS UMCS Lublin                                                                                       | 22,27    | Paweł Sendyk MKP Szczecin                                                                                       | 22,34    |
| 100 metrów                     | Kacper Majchrzak Warta Poznań | 48,81    | Jakub Kraska AZS Łódź                                                                                                 | 49,41    | Jan Hołub WKS Śląsk Wrocław                                                                                     | 49,47    |
| 200 metrów                     | Kacper Majchrzak Warta Poznań | 1:47,25  | Jan Świtkowski AZS UMCS Lublin                                                                                        | 1:47,98  | Filip Zaborowski MKP Szczecin                                                                                   | 1:48,97  |
| 400 metrów                     | Wojciech Wojdak BOSiR Brzesko | 3:48,95  | Filip Zaborowski MKP Szczecin                                                                                         | 3:49,57  | Bartłomiej Koziejko MTP Kormoran Olsztyn                                                                        | 3:54,16  |
| 800 metrów                     | Wojciech Wojdak BOSiR Brzesko | 7:56,95  | Filip Zaborowski MKP Szczecin                                                                                         | 7:57,62  | Krzysztof Pielowski AZS UWM Olsztyn                                                                             | 8:01,29  |
| 1500 metrów                    | Wojciech Wojdak BOSiR Brzesko | 15:13,87 | Krzysztof Pielowski AZS UWM Olsztyn                                                                                   | 15:18,46 | Antoni Kałużyński Mokotowski UKP Warszawianka                                                                   | 15:25,75 |
| Styl grzbietowy                | |          | |          | |          |
| 50 metrów                      | Kamil Kaźmierczak TP Olimpijczyk Aleksandrów Łódzki                                                                                     | 25,24    | Rafał Bugdol AZS AWF Katowice                                                                                         | 25,55    | Tomasz Polewka AZS AWF Katowice                                                                                 | 25,62    |
| 100 metrów                     | Kacper Stokowski G-8 Bielany Warszawa                                                                                                   | 53,82 =  | Radosław Kawęcki AZS AWF Warszawa                                                                                     | 55,03    | Kamil Kaźmierczak TP Olimpijczyk Aleksandrów Łódzki                                                             | 55,06    |
| 200 metrów                     | Radosław Kawęcki AZS AWF Warszawa | 1:57,23  | Jakub Skierka TP Zielona Góra                                                                                         | 1:57,74  | Jakub Balcerak MKS Trójka Łódź                                                                                  | 2:03,18  |
| Styl klasyczny                 | |          | |          | |          |
| 50 metrów                      | Maciej Hołub AZS AWF Katowice | 27,98    | Marcin Stolarski Warta Poznań                                                                                         | 28,11    | Krzysztof Tokarski AZS AWF Katowice                                                                             | 28,19    |
| 100 metrów                     | Marcin Stolarski Warta Poznań | 1:01,28  | Bartłomiej Roguski AZS AWF Warszawa                                                                                   | 1:01,76  | Maciej Hołub AZS AWF Katowice                                                                                   | 1:01,98  |
| 200 metrów                     | Bartłomiej Roguski AZS AWF Warszawa | 2:11,77  | Jan Kałusowski MKS Trójka Łódź                                                                                        | 2:13,97  | Jacek Arentewicz UKS Shark Rudna                                                                                | 2:14,30  |
| Styl motylkowy                 | |          | |          | |          |
| 50 metrów                      | Konrad Czerniak AZS UMCS Lublin | 23,55    | Michał Chudy Warta Poznań                                                                                             | 23,67    | Paweł Sendyk MKP Szczecin                                                                                       | 23,96    |
| 100 metrów                     | Jan Świtkowski AZS UMCS Lublin | 51,65    | Konrad Czerniak AZS UMCS Lublin                                                                                       | 51,78    | Michał Chudy Warta Poznań                                                                                       | 52,19    |
| 200 metrów                     | Jan Świtkowski AZS UMCS Lublin | 1:56,28  | Damian Chrzanowski Śląsk Wrocław                                                                                      | 1:58,86  | Marcin Opalski Mokotowski UKP Warszawianka                                                                      | 2:01,58  |
| Styl zmienny                   | |          | |          | |          |
| 200 metrów                     | Jan Świtkowski AZS UMCS Lublin | 2:00,44  | Michał Poprawa AZS AWF Katowice                                                                                       | 2:01,43  | Dawid Szwedzki WKS Śląsk Wrocław                                                                                | 2:01,85  |
| 400 metrów                     | Dawid Szwedzki WKS Śląsk Wrocław | 4:18,82  | Dominik Bujak SALOS Cortile Kielce                                                                                    | 4:23,09  | Marcel Wągrowski AZS Politechniki Łódzkiej                                                                      | 4:24,30  |
| Sztafety                       | |          | |          | |          |
| 4 × 100 metrów stylem dowolnym | MKP Szczecin Paweł Sendyk (49,97) Jakub Książek (49,31) Piotr Młynarczyk (51,15) Karol Ostrowski (49,75)                                | 3:20,18  | AZS-AWF Katowice Tomasz Polewka (50,77) Krzysztof Tokarski (50,07) Dariusz Puk (51,38) Rafał Bugdol (49,34)           | 3:21,56  | WKS Śląsk Wrocław Jan Hołub (49,30) Michał Mikołajczyk (52,01) Jakub Kiszczak (50,53) Szymon Jaworski (50,89)   | 3:22,73  |
| 4 × 200 metrów stylem dowolnym | G-8 Bielany Warszawa Kacper Stokowski (1:49,14) Kacper Piotrowski (1:52,45) Cezary Butkiewicz (1:52,09) Bartosz Piszczorowicz (1:51,59) | 7:25,27  | WKS Śląsk Wrocław Jakub Kiszczak (1:53,21) Damian Chrzanowski (1:52,61) Szymon Jaworski (1:51,70) Jan Hołub (1:49,73) | 7:27,25  | AZS-AWF Katowice Dariusz Puk (1:54,79) Kacper Klich (1:51,26) Sławomir Smeja (1:57,36) Michał Poprawa (1:54,29) | 7:37,70  |
| 4 × 100 metrów stylem zmiennym | AZS-AWF Katowice Tomasz Polewka (56,59) Krzysztof Tokarski (1:01,70) Michał Poprawa (52,33) Rafał Bugdol (49,04)                        | 3:39,63  | AZS UMCS Lublin Dominik Niedziałek (56,67) Konrad Kadrow (1:03,21) Jan Świtkowski (51,66) Konrad Czerniak (48,27)     | 3:39,81  | Warta Poznań Wojciech Wiatr (1:00,88) Marcin Stolarski (1:00,79) Michał Chudy (52,25) Kacper Majchrzak (48,98)  | 3:42,90  |

### Kobiety
| Konkurencja                    | Złoto | Złoto                     | Srebro | Srebro        | Brąz | Brąz     |
| Konkurencja                    | Zawodniczka | Czas                      | Zawodniczka | Czas          | Zawodniczka | Czas     |
| Styl dowolny                   | |                           | |               | |          |
| 50 metrów                      | Anna Dowgiert Warta Poznań                                                                                                   | 25,46                     | Kornelia Fiedkiewicz Juvenia Wrocław                                                                                    | 25,65         | Alicja Tchórz Juvenia Wrocław                                                                                                  | 25,67    |
| 100 metrów                     | Katarzyna Wasick AZS AWF Katowice                                                                                            | 55,34                     | Anna Dowgiert Warta Poznań                                                                                              | 55,93         | Aleksandra Polańska UKS GOS Raszyn                                                                                             | 56,29    |
| 200 metrów                     | Aleksandra Knop UKS 190 Łódź                                                                                                 | 2:00,03 NR-15 NR-16 NR-17 | Dominika Kossakowska AZS AWF Katowice                                                                                   | 2:01,55       | Aleksandra Polańska UKS GOS Raszyn                                                                                             | 2:02,15  |
| 400 metrów                     | Paulina Piechota UKS 190 Łódź                                                                                                | 4:15,90                   | Aleksandra Knop UKS 190 Łódź                                                                                            | 4:16,14 NR-15 | Milena Karpisz AZS Łódź | 4:18,07  |
| 800 metrów                     | Paulina Piechota UKS 190 Łódź                                                                                                | 8:41,95                   | Justyna Burska AZS UWM Olsztyn                                                                                          | 8:49,04       | Aleksandra Knop UKS 190 Łódź                                                                                                   | 8:49,30  |
| 1500 metrów                    | Paulina Piechota UKS 190 Łódź                                                                                                | 16:44,98                  | Aleksandra Knop UKS 190 Łódź                                                                                            | 16:56,30      | Milena Karpisz AZS Łódź | 16:59,95 |
| Styl grzbietowy                | |                           | |               | |          |
| 50 metrów                      | Alicja Tchórz Juvenia Wrocław                                                                                                | 28,46                     | Agata Naskręt Astoria Bydgoszcz                                                                                         | 28,63         | Julia Koluch Kapry-Armexim Pruszków                                                                                            | 29,33    |
| 100 metrów                     | Alicja Tchórz Juvenia Wrocław                                                                                                | 1:01,48                   | Agata Naskręt Astoria Bydgoszcz                                                                                         | 1:01,68       | Klaudia Naziębło Juvenia Wrocław                                                                                               | 1:02,30  |
| 200 metrów                     | Agata Naskręt Astoria Bydgoszcz Weronika Górecka AZS AWF Warszawa                                                            | 2:13,35                   | nie przyznano |               | Klaudia Naziębło Juvenia Wrocław                                                                                               | 2:13,72  |
| Styl klasyczny                 | |                           | |               | |          |
| 50 metrów                      | Weronika Hallmann AZS AWF Warszawa                                                                                           | 31,29 NR-18               | Dominika Sztandera Juvenia Wrocław                                                                                      | 31,43         | Wiktoria Skowrońska Słowianka Gorzów Wielkopolski Weronika Żmuda AZS UMCS Lublin                                               | 32,58    |
| 100 metrów                     | Weronika Hallmann AZS AWF Warszawa                                                                                           | 1:08,25 NR-18             | Dominika Sztandera Juvenia Wrocław                                                                                      | 1:08,46       | Weronika Żmuda AZS UMCS Lublin                                                                                                 | 1:10,16  |
| 200 metrów                     | Weronika Hallmann AZS AWF Warszawa                                                                                           | 2:30,99                   | Wiktoria Samuła AZS UMCS Lublin                                                                                         | 2:31,64       | Agnieszka Rutkowska Skalar Słupsk                                                                                              | 2:32,39  |
| Styl motylkowy                 | |                           | |               | |          |
| 50 metrów                      | Anna Dowgiert Warta Poznań                                                                                                   | 26,67                     | Karolina Jurczyk Dziewiątka Dzierżoniów                                                                                 | 27,23         | Paulina Peda AZS AWF Katowice                                                                                                  | 27,25    |
| 100 metrów                     | Anna Dowgiert Warta Poznań                                                                                                   | 59,96                     | Paulina Peda AZS AWF Katowice                                                                                           | 1:00,32       | Paulina Nogaj Wodnik Radom | 1:00,35  |
| 200 metrów                     | Daria Zielińska UKP Polonia Warszawa                                                                                         | 2:14,64                   | Julia Adamczyk AZS UMCS Lublin                                                                                          | 2:16,51       | Tatiana Dąbrowska UKS 190 Łódź                                                                                                 | 2:17,33  |
| Styl zmienny                   | |                           | |               | |          |
| 200 metrów                     | Kinga Paradowska MUKS Piętnastka                                                                                             | 2:17,03                   | Paula Żukowska AZS AWF Katowice                                                                                         | 2:17,20       | Aleksandra Knop UKS 190 Łódź                                                                                                   | 2:17,68  |
| 400 metrów                     | Aleksandra Knop UKS 190 Łódź                                                                                                 | 4:45,38 NR-15 NR-16       | Paula Żukowska AZS AWF Katowice                                                                                         | 4:46,76       | Zoe Gawrońska MKP Szczecin | 4:50,83  |
| Sztafety                       | |                           | |               | |          |
| 4 × 100 metrów stylem dowolnym | Juvenia Wrocław Dominika Sztandera (57,08) Kornelia Fiedkiewicz (56,99) Klaudia Naziębło (56,83) Alicja Tchórz (55,90)       | 3:46,80                   | AZS-AWF Katowice Dominika Kossakowska (56,94) Paulina Peda (56,89) Julia Jagoda (58,66) Paula Żukowska (57,76)          | 3:50,25       | AZS UMCS Lublin Daniela Georges (57,59) Wiktoria Czarnecka (58,33) Wiktoria Samuła (59,22) Kamila Andrzejewska (59,11)         | 3:54,25  |
| 4 × 200 metrów stylem dowolnym | AZS UMCS Lublin Daniela Georges (2:02,33) Wiktoria Samuła (2:07,31) Kamila Andrzejewska (2:06,13) Julia Adamczyk (2:04,88)   | 8:20,65                   | UKS 190 Łódź Klaudia Skibiak (2:08,87) Karolina Piechota (2:04,59) Paulina Piechota (2:08,48) Aleksandra Knop (2:06,93) | 8:28,87       | AZS-AWF Katowice Dominika Kossakowska (2:02,60) Dominika Kosińska (2:10,62) Wiktoria Musioł (2:12,29) Paula Żukowska (2:04,24) | 8:29,75  |
| 4 × 100 metrów stylem zmiennym | Juvenia Wrocław Alicja Tchórz (1:01,58) Dominika Sztandera (1:09,52) Klaudia Naziębło (1:00,00) Kornelia Fiedkiewicz (56,59) | 4:07,69                   | AZS-AWF Katowice Paulina Peda (1:02,75) Marlena Dudek (1:13,37) Dominika Kossakowska (1:02,53) Katarzyna Wasick (55,28) | 4:13,93       | AZS UMCS Lublin Julia Adamczyk (1:05,64) Wiktoria Samuła (1:10,80) Wiktoria Czarnecka (1:02,39) Daniela Georges (57,39)        | 4:16,22  |